# أكاديمية الدفاع (المملكة المتحدة)
أكاديمية الدفاع في المملكة المتحدة (بالإنجليزية: Defence Academy of the United Kingdom) هي منشأة أكاديمية توفر التعليم العالي الاحترافي لمنتسبي القوات المسلحة البريطانية وموظفي الخدمة المدنية والسلك الدبلوماسي والإدارات الحكومية الأخرى وكذلك الأفراد والقيادات العسكرية من الدول الأخرى، أنشأت في عام 2002. تقع منشآت أكاديمية الدفاع في المقر السابق للكلية العسكرية الملكية للعلوم في شريفنهام جنوب غرب أكسفوردشير، والتي أصبحت جزء من الأكاديمية في عام 2009، وتغير اسمها إلى كلية الإدارة والتكنولوجيا، ويمتد الحرم الجامعي للأكاديمية إلى وتشفيلد على بعد 80 ميلاً غرب لندن، أما الكلية الملكية للدراسات الدفاعية التابعة للأكاديمية فمقرها لندن. مع تاريخ طويل ومرموق، تطورت وتوسعت المباني والكليات التابعة لأكاديمية الدفاع على مر القرون، لتتكيف مع الاحتياجات المتغيرة للقوات المسلحة وترتبط الأكاديمية مع شركاء استراتيجيون أكاديميون في كينغز كوليدج لندن وجامعة كرانفيلد ومؤسسات أكاديمية أخرى. المدير العام الحالي لأكاديمية الدفاع منذ أبريل 2021 هو المشير الجوي إيان جيل، وهو ضابط كبير في سلاح الجو الملكي. أغلبية الملتحقين بالكلية هم طلاب تخصصات الدراسات العليا العسكرية والمدنية.

## المنشآت التعليمية التابعة للأكاديمية والمرتبطة بها[6]
يتم تقديم التدريب بواسطة:
- الكلية الملكية للدراسات الدفاعية (RCDS)، سيفورد هاوس، بلغرافيا، لندن
- كلية القيادة والأركان للخدمات المشتركة (JSC)، شريفنهام، أوكسفوردشاير
- مركز شريفنهام للقيادة (SLC)، بيكيت هول، شريفنهام
- كلية الإدارة والتكنولوجيا (الكلية العسكرية الملكية للعلوم سابقًا)، شريفنهام
- مركز العبادة التابع للقوات المسلحة (AFCC)، أمبورت هاوس، أمبورت، هامبشاير
- الإدارة النووية، إتش إم إس  سلطان، غوسبورت
- مركز الدفاع لدعم التدريب (DCTS)، شريفنهام
- مدرسة التكنولوجيا، شريفنهام
- كلية مهارات الأعمال، شريفنهام
- برنامج البكالوريوس الفني للدفاع (DTUS)
  - جامعة لوفبروا
  - جامعة أستون
  - جامعة برمنجهام
  - جامعة نيوكاسل
  - جامعة نورثمبريا نيوكاسل
  - جامعة ساوثهامبتون
  - جامعة بورتسموث
- برنامج دخول الضباط الفنيين ومهندسي الدفاع (DTOEES)، (جزء من DSFC و DTUS)[7]
- مدرسة الاشتباك الدفاعي، والتي تضم مركز الدفاع للغات والثقافة، والملحق الدفاعي ومركز خدمة الإعارة والقسم الدولي.[8]
- مركز تدريب السلامة الجوية (هيئة الطيران العسكري) (CoAST)

### مواقع سابقة
- ويلبيك آبي، نوتينغهامشير (حتى 2005)[9]
- كلية الدفاع في ويلبيك، لايسيسترشاير (2005-2021)[10]

## الإدارة
كان المدير العام لأكاديمية الدفاع، حتى عام 2011، من الضباط الحاملين رتبة ثلاث نجوم وفقا لتصنيف الرتب العسكرية في حلف الناتو ودول أخرى، وتعادل نائب فريق أول، فريق، وقائد جوي، ويمكن شغل هذه الوظيفة من قبل أي ضابط عامل في أي وحدة من وحدات القوات المسلحة الثلاثة البرية والبحرية والجوية.
يرأس المدير العام لأكاديمية الدفاع مجلس إدارة أكاديمية الدفاع الذي يتألف من قادة المنشآت التعليمية التابعة للأكاديمية ورئيس موظفي أكاديمية الدفاع. أما منصب القائد المسؤول على شريفنهام فهو منصب منفصل يشغله قائد جناح سلاح الجو الملكي.
يقدم مجلس الإدارة تقاريره إلى لجنة توجيهية مكونة من حاملي الرتب من فئة أربع نجوم ومجلس استشاري يضم الخبرة الأكاديمية من القطاع الخاص والأوساط الأكاديمية.
يتم تقديم الخدمات الأكاديمية من خلال اتفاقيات الشراكة مع جامعة كرانفيلد وكينغز كوليدج لندن.
قائمة المدراء العامين منذ إنشائها عام 2002:
- 2002-2005: السير روجر جاكلينج.[11]
- 2005-2008: الفريق السير جون كيزلي، عين لحقًا في الحرس الاسكتلندي.[12]
- 2008-2011: الفريق أندرو جراهام، تعين لاحقًا في فوج أرغيل وساذرلاند هايلاندرز.[13]
- 2011-2014: بيتر واتكينز.[14]
- 2014-2018: الفريق ثاني دنكان بوتس.[15]
- 2018-2021: المشير الجوي إدوارد سترينجر
- من 2021 إلى الوقت الحاضر: المشير الجوي إيان جيل

## روابط خارجية
https://www.da.mod.uk/